# Дудник Олександр Семенович
Олександр Семенович Ду́дник (нар. 8 серпня 1937, Корсун — пом. 18 січня 2010, Луганськ
) — український художник і музикант; член Луганської організації Спілки радянських художників України з 1989 року. Засновник (1991) і отаман Луганського товариства Українського козацтва «Лугарі».

## Біографія
Народився 8 серпня 1937 року в селі Корсуні (нині у складі міста Єнакієвого, Україна). 1972 року закінчив Український поліграфічний інститут у Львові, де навчався зокрема у Віктора Савина, В. Овчинникова, К. Михайлова.
Упродовж 1973—1997 років працював на Ворошиловградському/Луганському художньо-промисловому комбінаті. Одночасно протягом 1957–1989 грав на домрі в оркестрі народних інструментів імені Георгія Аванесова. Брав участь в археологічних експедиціях. З 1997 року на пенсії. Жив у Луганську, в будинку на вулиці Панькова, № 12, квартира № 22. Помер у Луцьку 18 січня 2010 року.

## Творчість
Працював у галузі станкового і монументального живопису, станкової і книжкової графіки. Працював у техніках акварелі, мозаїки, сграфіто, монументального розпису. Створював пейзажі, полотна на козацьку тематику, шаржі, карикатури, ілюстував збірки місцевих авторів. Серед робіт:
- «Пам'ятаємо» (1984);
- «Гриби» (1987);
- «Карпати» (1988);
- «Осінні етюди» (1990);
- плакат «Американська допомога» (1990);
- «Церква 16 століття. Седнів» (1994, шовк, акварель);
- «Лікар Ю. Єненко» (1996);
- «Млин» (1996);
- «Осінь у Карпатах» (1998);
- «На річці Айдар» (1999);
- «Червона рута» (2000);
- «Повінь» (2005, полотно, олія);
- «Весняний натюрморт» (2005, картон, гуаш);
- «Козацький обід» (2006).

Оформив книгу «Будинок, що Джек збудував» (Київ, 1991).
Брав участь в обласних, всеукраїнських мистецьких виставках з 1971 року. Учасник міжнародного бієнале плаката. Персональна виставка відбулася у Луганську у 2007 році.
Окремі роботи художника зберігаються у Луганському художньому музеї.